# Podlesie (Niemcza)

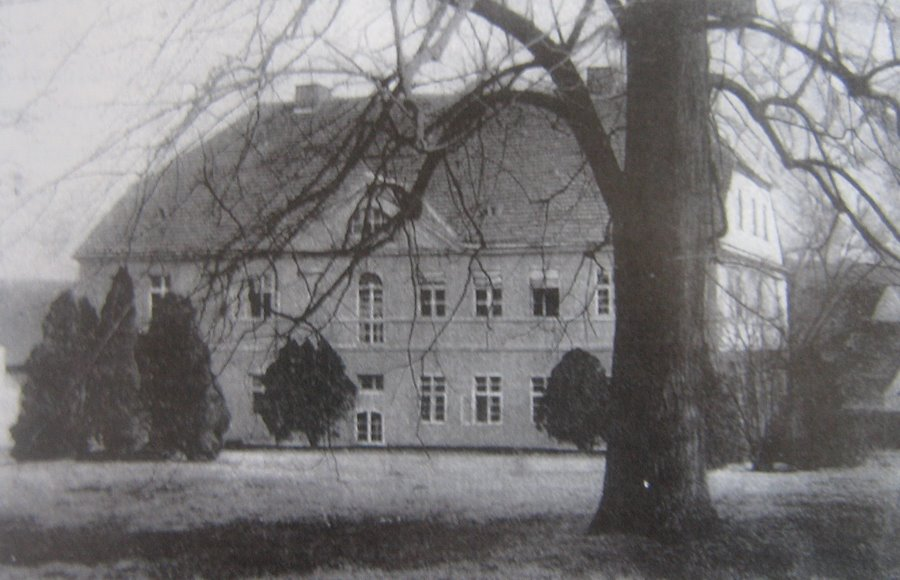
Schloss Kunsdorf

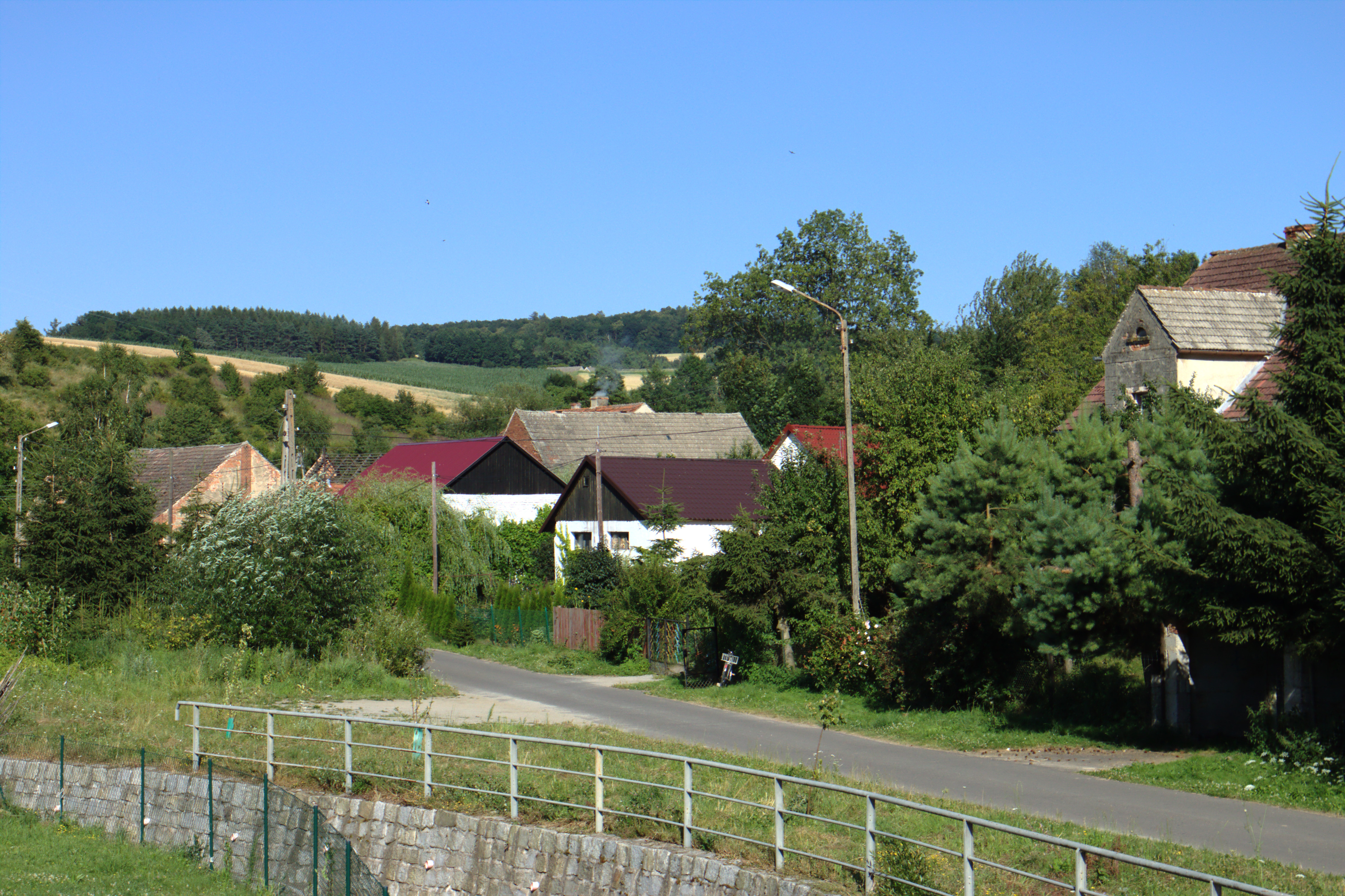
Podlesie

Podlesie (deutsch: Kunsdorf) ist ein Dorf in der Stadt- und Landgemeinde Niemcza (Nimptsch) im Powiat Dzierżoniowski der Woiwodschaft Niederschlesien in Polen.

## Lage
Podlesie liegt etwa fünf Kilometer südöstlich von Niemcza, 23 Kilometer östlich von Dzierżoniów (Reichenbach) und 51 Kilometer südwestlich von Breslau.
Nachbarorte sind Nowa Wieś Niemczańska (Neudorf bei Dirsdorf) im Westen, Przerzeczyn-Zdrój (Bad Dirsdorf) im Südwesten, Ruszkowice (Ruschkowitz) im Osten, Niemcza (Nimptsch) im Norden und Karczowice (Tadelwitz) im Süden.

## Geschichte
Erstmals erwähnt wurde „Kunmannsdorf“ im Jahre 1374. Es gehörte zum Herzogtum Brieg, das sich 1320 als ein Lehen der Krone Böhmens unterstellte. Nach dem Tod des Herzogs Georg Wilhelm I., mit dem das Geschlecht der Schlesischen Piasten erlosch, fiel „Kunsdorf“ 1675 als erledigtes Lehen durch Heimfall an den böhmischen Landesherrn. Im 16. Jahrhundert war Kunsdorf bis 1584 im Besitz des Paul von Seidlitz, dem bis 1616 sein Sohn Ernst von Seidlitz folgte. In der ersten Hälfte des 18. Jahrhunderts gelangte es an die Familie von Tschirschky.
Nach dem Ersten Schlesischen Krieg 1742 fiel Kunsdorf mit fast ganz Schlesien an Preußen. Die alten Verwaltungsstrukturen wurden aufgelöst und Kunsdorf in den Kreis Nimtsch eingegliedert, mit dem es bis zu seiner Auflösung 1932 verbunden blieb. Der Kreis unterstand der Kriegs- und Domänenkammer Breslau, bis er im Zuge der Stein-Hardenbergischen Reformen 1815 dem Regierungsbezirk Reichenbach der Provinz Schlesien zugeordnet wurde. 1783 zählte Kunsdorf, das damals dem Baron Karl Heinrich von Golz gehörte, Vorwerk, sechs Bauern, drei Wassermühlen 22 Gärtner- und Häuslerstellen und 238 Einwohner.
1845 befanden sich in Kunsdorf 50 Häuser, ein herrschaftliches Schloss und Vorwerk, 308 überwiegend evangelische Einwohner (40 katholisch), evangelische Kirche zu Ober-Dirsdorf, katholische Kirche zu Nimptsch, zwei Wassermühlen, eine Sägemühle, eine Brennerei, sieben Handwerker und ein Krämer. Zur Gemeinde gehörte die sogenannte Känchenmühle, eine nördlich an der Lohe gelegene Wassermühle, mit einem Haus und zwölf Einwohnern (zwei katholisch). Das Gut gehörte Gustav von Lindeiner, Rittmeister im siebten Landwehrregiment. Der Kaufpreis betrug 1826 38.700 Reichstaler. Seit 1874 gehörten die Landgemeinden Klein-Ellguth, Kosemitz, Kunsdorf, Neudorf, Nieder- und Ober-Dirsdorf und deren Gutsbezirke zum Amtsbezirk Kunsdorf, der am 31. Mai 1934 in Amtsbezirk Bad-Dirsdorf umbenannt wurde. Infolge der Weltwirtschaftskrise wurde der Kreis Nimptsch zum 1. Oktober 1932 aufgelöst und Kunsdorf dem Landkreis Reichenbach zugeschlagen.
Als Folge des Zweiten Weltkriegs fiel Kunsdorf 1945 mit dem größten Teil Schlesiens an Polen. Nachfolgend wurde es in Podlesie umbenannt und der Woiwodschaft Schlesien angeschlossen. Die deutsche Bevölkerung wurde, soweit sie nicht vorher geflohen war, weitgehend vertrieben. Die neu angesiedelten Bewohner waren teilweise Zwangsumgesiedelte aus Ostpolen, das an die Sowjetunion gefallen war.

## Sehenswürdigkeiten
- Schloss Kunsdorf, Gutshaus aus der ersten Hälfte des 19. Jahrhunderts[4]

## Persönlichkeiten
- Carl Wilhelm von Tschirschky (1735–1803), preußischer Generalmajor, Chef des nach ihm benannten Dragonerregiments „Tschirschky“